# Oñateverdrag
Het Oñateverdrag van 29 juli 1617 was een geheim verdrag tussen de Oostenrijkse tak en de Spaanse tak van het huis Habsburg, zonder medeweten van de keizerlijke hoofd-kanselier kardinaal Melchior Khlesl. De overeenkomst werd vernoemd naar Baltasar de Zúñiga en Íñigo Vélez de Guevara, 7de graaf van Oñate, de Spaanse ambassadeur in Wenen, die de definitieve versie onderhandelde.

## Achtergrond

Spaanse weg

In 1612 stierf keizer Rudolf II en werd opgevolgd door zijn broer keizer Matthias. Beiden waren kinderloos wat maakte dat koning Filips III van Spanje aanspraak maakte op de Heilige Roomse kroon als kleinzoon van keizer Maximiliaan II en keizer Karel V. Keizer Matthias verkoos echter zijn neef aartshertog Ferdinand van Binnen-Oostenrijk tot opvolger.
Kanselier Melchior Klesl was een voorstander van godsdienstvrede tussen katholieken en protestanten om beter de gemeenschappelijke vijand te kunnen bestrijden, het Ottomaanse Rijk. De katholieke Spaanse koning Filips III was verwikkeld in de Tachtigjarige Oorlog met de protestantse Republiek der Zeven Verenigde Nederlanden, die de Schelde hadden afgesloten. 
Filips III was bereid om de aartsconservatieve katholiek Ferdinand II te aanvaarden als opvolger van Matthias, indien er aan bepaalde voorwaarden werd voldaan. Filips grootste wens was het verwezenlijken van de "Spaanse weg", een aaneensluitende landroute van de Spaanse bezittingen in Noord-Italië met de Spaanse Nederlanden.

## Verdrag
Het verdrag werd gesloten op 29 juli 1617. Er werd overeengekomen dat Filips III afzag van de tronen van Bohemen en Hongarije en dat Ferdinand II na het overlijden van keizer Matthias de opvolger als heerser van het Heilige Roomse Rijk zou worden. Ferdinand II beloofde Filips III de overdracht van de stad Finale Ligure, het vorstendom Piombino (die beide al door Spanje bezet werden), alsmede overdracht van de Oostenrijkse rechten op Ortenau en de Elzas om zo de Spaanse weg te realiseren.

## Nadien
Met de steun van Maximiliaan III van Oostenrijk werd Ferdinand II koning van Bohemen en Hongarije, respectievelijk in 1617 en 1618. Dit plaatste Ferdinand in een sterke positie voor de toekomstige verkiezingen voor het Heilige Roomse Rijk. Op 20 mei 1618 werd Klesl, die nog steeds een katholiek-protestantse toenadering bevorderde, gearresteerd. 
Keizer Matthias stierf op 20 maart 1619. De Boheemse landheren keerden zich tegen Ferdinand II, en verkozen Frederik V van de Palts, leider van de protestanten in het Heilige Roomse Rijk, als de nieuwe "Winterkoning" van Bohemen. De volgende dag werd Ferdinand II verkozen tot Roomse keizer door de andere vorsten van het koninkrijk Duitsland. Het luidde het begin van de Dertigjarige Oorlog in.
De gebeurtenissen in Bohemen resulteerden in Duitsland in de mobilisatie van de Katholieke Liga, en met Spaanse steun versloeg Ferdinand II de Boheemse landheren en verdreef de "Winterkoning" in de Slag op de Witte Berg op 8 november 1620.